# Toyota Corolla
La Toyota Corolla è una autovettura media prodotta dalla Toyota dal 1966 in diverse versioni. Dal 1997 è considerata l'auto più venduta di tutti i tempi e la prima automobile ad aver superato la soglia delle 30 milioni di unità prodotte. Il codice che all'interno della casa identifica il telaio Corolla è E. Al 2021 la Toyota ha venduto 50 milioni di esemplari di Corolla in tutto il mondo.
Dal 2007 al 2019, in molti paesi, principalmente in Europa, le versioni a 3 e 5 porte della Corolla vennero vendute col nome Toyota Auris.

## Cronologia
- Toyota Corolla E10 (1966)
- Toyota Corolla E20 (1970)
- Toyota Corolla E30, E40, E50 (1974)
- Toyota Corolla E70 (1979)
- Toyota Corolla E80 (1983)
- Toyota Corolla E90 (1987)
- Toyota Corolla E100 (1991)
- Toyota Corolla E110 (1995)
- Toyota Corolla E120/E130 (2000)
- Toyota Corolla E140/E150 (2006)
- Toyota Corolla E160/E170 (2012)
- Toyota Corolla E210 (2019)

## Rimarchiature
Proprio come molte rivali, anche la Corolla è stata venduta con vari marchi e nomi, tramite due joint-venture stipulate con il gruppo automobilistico General Motors, la prima chiamata NUMMI, durata dal 1984 al 2010, la seconda UAAI, stipulata con la divisione australiana del gruppo GM, la Holden, e durata dal 1989 al 1996. Durante tale periodo, le varie generazioni della Corolla furono vendute, oltre che come Toyota Sprinter (1968-2000), anche come Chevrolet Nova (1984-1988) in Nord America, Holden Nova (1989-1996) in Australia e Nuova Zelanda, dove rimpiazzò la Holden Astra basata sulla Nissan Pulsar, Geo Prizm (1989-1996) e Chevrolet Prizm (1997-2002), sempre in Nord America, basate sulla piattaforma GM S. Dalla Corolla E120/E130, fu derivata anche la Pontiac Vibe, prodotta dal 2003 al 2009, venduta in Giappone come Toyota Voltz dal 2002 al 2004. Gran parte di queste vetture era assemblata nello stabilimento di Fremont, in California, dove venivano assemblate anche le varie generazioni di Corolla dalla E90 alla E140, a partire dal 1986, più i pick-up Hilux (1991-1995) e Tacoma (1995-2010).